# Canada
Canada er et land i den nordlige del af Nordamerika. Dets ti provinser og tre territorier strækker sig fra Atlanterhavet i øst og til Stillehavet i vest. Nord for Canada ligger Nordpolen og Arktiske hav. Landet har to landegrænser. En mod USA i syd og nordvest (Alaska) med en samlet længde på 8.891 km, den længste i verden mellem to lande, og en anden mod Grønland og således Kongeriget Danmark (Hans Ø), med en længde på 1,2 km. Arealmæssigt er Canada med 9,98 millioner km² verdens næststørste land. Hovedstaden er Ottawa, og de tre største byområder er Toronto, Montreal og Vancouver.
Indianere indvandrede som de første til det nuværende Canada for omkring 12.000 år siden. Inuitterne kom derefter for omkring 1500 år siden. De europæiske nordboere sejlede til østkysten af Canada i 1000-tallet.
Sent i 1400-tallet kom europæerne for alvor til østkysten og begyndte kolonisering omkring 1600. Det var overvejende franskmænd og englændere, der ankom. I den tid bredte betegnelsen Canada sig – et navn der oprindelig var et irokesisk stednavn. Efter en række væbnede konflikter mellem briterne og franskmændene afstod sidstnævnte deres kolonier i 1763. I 1867 blev tre britiske kolonier slået sammen i forbundsstaten Canada, og efterhånden fulgte større områder. Dette skete samtidig med, at landet blev mere og mere uafhængigt af Storbritannien.
Canada er et konstitutionelt monarki efter Westminster-modellen med den britiske regent som statsoverhoved. Landet har parlamentarisme som styreform, og premierministeren er regeringsleder. Canada er officielt tosproget; man taler engelsk i det meste af landet, men i provinserne Québec og dele af New Brunswick, Ontario og Manitoba er hovedsproget fransk. Landet er medlem af Commonwealth of Nations og La Francophonie.
Landet rangerer blandt de højeste i verden på en række områder som åben og gennemsigtig regeringsførelse, borgerrettigheder, livskvalitet, økonomisk frihed og uddannelse. Det er et af verdens mest etnisk sammensatte og multikulturelle lande med omfattende indvandring fra en lang række områder i verden. Canadas langvarige og komplicerede forhold til USA har haft stor indflydelse på landets økonomi og kultur.
Som i-land har landet det syttendestørste BNP pr. indbygger i verden og ligger nummer 13 på Human Development Index. Landet har den tiendestørste økonomi, først og fremmest som følge af dets omfattende mængder af råstoffer samt veludviklet handelssamarbejde. Canada er medlem af en række internationale organisationer som FN, NATO, G20, United States-Mexico-Canada Agreement samt APEC.

## Etymologi
Navnet "Canada" kommer fra det St. Lawrence-irokesiske ord "kanata", som betyder "landsby" eller "bosættelse". I 1535 anvendte oprindelige beboere i området omkring det nutidige Québec ordet til at vise den opdagelsesrejsende Jacques Cartier til landsbyen Stadacona. Cartier brugte senere ordet "Canada" til ikke blot at referere til denne landsby, men til hele det område, der var underlagt Donnacota, høvding over Stadacona. Omkring 1545 var området i europæiske bøger og på europæiske kort begyndt at optræde som Canada.
I 1600- og begyndelsen af 1700-tallet betegnede "Canada" den del af Ny Frankrig, som lå langs Saint Lawrence-floden. I 1791 blev området til to britiske kolonier, henholdsvis Nedre Canada og Øvre Canada, tilsammen betegnet Canadaerne, indtil de blev forenet som den britiske Canada-provins i 1842. Ved dannelsen af konføderationen i 1867 blev "Canada" den juridiske betegnelse for den nye nation, og ordet "Dominion" blev givet som dens betegnelse. Efterhånden som Canada hævdede sin selvstændighed fra Storbritannien brugte den føderale regering i højere og højere grad bare Canada på statslige dokumenter og traktater, en forandring, der fik betydning for skiftet af betegnelsen for nationaldagen fra "Dominion Day" til "Canada Day" i 1982.

## Historie

### Oprindelige folkeslag
Canadas oprindelige folkeslag omfatter indianere (First Nations) og inuitter, mens métiser er et blandingsfolk, der stammer fra det 18. århundrede, hvor europæere giftede sig med indianere og inuitter. Arkæologiske studier og genetiske undersøgelser peger i retning af, at der fandtes mennesker i det nordlige af nutidens Yukon omkring 13.000-12.000 f.v.t. og i det sydlige Ontario omkring 7.500 f.v.t. Disse første bosættere ankom til Canada over Bering-landbroen. De palæo-indianske arkæologiske udgravninger ved Old Crow Flat og Bluefish Caves er to af de ældste steder, hvor man har kendskab til, at mennesker har boet i Canada. Om disse oprindelige canadiske samfund ved man, at de var permanent bosatte på stedet, kendte til landbrug, havde komplekse sociale strukturer og netværk af handel. Nogle af disse kulturer var bukket under, før europæiske opdagelsesrejsende ankom i slutningen af det 15. og begyndelsen af det 16. århundrede, og man kender derfor kun til dem gennem arkæologiske udgravninger.
Det anslås, at der levede et sted mellem 200.000 og 2 millioner af de oprindelige folkeslag, da europæerne begyndte at bosætte sig i området omkring 1500. Royal Commission of Aboriginal Peoples mener, at tallet nok var omkring 500.000. En konsekvens af den europæiske kolonisation var, at de oprindelige folk i stort omfang blev ofre for europæernes medbragte infektiøse sygdomme som influenza, mæslinger og kopper, som de ikke var modstandsdygtige over for, og det betød, at en nedgang i befolkningen på fyrre til firs procent i de første århundreder efter europæernes ankomst.
Skønt det ikke skete uden konflikter, var de første relationer mellem de europæiske canadiere og de oprindelige folk relativt fredelige. Den britiske krone og de oprindelige folks forbindelser indledtes under den europæiske kolonisation, idet forbindelsen til inuitterne dog overvejende var mere beskeden i den periode. Fra slutningen af det 18. århundrede opfordrede de europæiske canadiere de oprindelige folk til at assimilere sig i det europæisk-canadiske samfund. Disse bestræbelser nåede et klimaks i slutningen af det 19. og begyndelsen af det 20. århundrede med tvungen integration og flytning af større befolkningsgrupper.

### Europæisk kolonisation
Det første forsøg på en kolonisering af Canada og dermed kontakter mellem de indfødte og europæerne fandt sted omkring år 1000, da nordiske vikinger slog sig ned nogle få år ved L'Anse aux Meadows på Newfoundland. Derpå skulle der gå yderligere 500 år, før der igen kom europæere til det canadiske område. Den første opdagelsesrejsende på det tidspunkt var den italienske søfarer John Cabot, der i 1497 udforskede Canadas atlanterhavskyst for England. Efter ham kom baskiske og portugisiske søfolk, som anlagde udposter ved atlanterhavskysten til brug under hvalfangst- og fiskerisæsonerne i begyndelsen af det 16. århundrede. I 1534 drog den franske opdagelsesrejsende Jacques Cartier op ad Saint Lawrence-floden for at udforske området, og 24. juli samme år satte han et 10 m højt kors, der bar inskriptionen "Længe leve kongen af Frankrig", og tog derved territoriet i besiddelse på vegne af den franske kong Frans 1.
I 1583 udråbte Humphrey Gilbert med beføjelse af dronning Elizabeth 1. af England St. John's på Newfoundland som den første engelske koloni i Nordamerika. Tadoussac blev som den første franske handelsstation anlagt i 1599, og den franske opdagelsesrejsende Samuel de Champlain anlagde de første permanente bebyggelser i Port-Royal (1605) og Québec (1608). Fransk-canadiere bosatte sig i stort tal omkring Saint Lawrence (Ny Frankrig) samt i området kaldet Acadia omkring Port-Royal længere østpå. Samtidig udforskede pelshandlere og katolske missionærer områderne omkring de store søer, Hudsonbugten og hele området omkring Mississippifloden fra dets udspring til Louisiana. I midten af det 17. århundrede brød bæverkrigene ud mellem to grupperinger af oprindelige folk, der blev støttet af henholdsvis englænderne og hollænderne på den ene side og franskmændene på den anden. Krigen drejede sig om kontrollen over den lukrative pelshandel.
Koloniseringen af Canada kom i stor udstrækning til at blive bestemt af de storpolitiske forhold i Europa, hvor England, der bed sig fast med kolonier som Cupids og Ferryland på Newfoundland, og Frankrig stod i et modsætningsforhold. De to nationer stod således på hver side i en nordamerikansk serie på fire såkaldte fransk-indianske krige i perioden 1688-1763, hvoraf den sidste af de fire afspejlede den europæiske syvårskrig. Fredsaftalerne efter krigene i Europa medførte, at England efterhånden overtog store dele af Canada, først Nova Scotia og senere store dele af Ny Frankrig.
Ved en kongelig proklamation af 1763 dannede englænderne provinsen Quebec af de områder, som var blevet overtaget ved fredsaftalerne, og snart efter blev Cape Breton-øerne, som franskmændene havde beholdt, annekteret af englænderne. Kolonien St. John's Island blev etableret af englænderne på nutidens Prince Edward Island i 1769. For at undgå konflikt i Quebec vedtog det britiske parlament Quebec-loven i 1774, hvorved Quebec-territoriet blev udvidet, så det omfattede de store søer og Ohio-dalen. Loven garanterede sprog- og religionsfrihed samt anerkendte fransk civilret i området. Dette oprørte befolkningen i de 13 oprindelige kolonier længere mod syd og var med til at anspore den antibritiske stemning i årene forud for udbruddet af den amerikanske revolution i 1775.
Parisaftalen (1783) anerkendte den amerikanske uafhængighed og gav de nyligt tilføjede territorier syd for (men ikke nord for) de Store Søer til det nye USA. Et stort antal loyalister (engelsktalende kolonister), som ønskede at forblive tro mod det engelske overherredømme, søgte ophold i Canada efter den amerikanske uafhængighed i 1783. Det førte til en reorganisering, så New Brunswick blev udskilt fra Nova Scotia for at give plads til loyalistiske bosættelser i Maritim-regionen. For at imødekomme de engelsktalende loyalister i Quebec opdelte Konstitutionsloven (1791) denne provins i det fransktalende Nedre Canada (forløberen for Québec) og det engelsktalende Øvre Canada (forløberen for Ontario) og gav hvert af disse sin egen folkevalgte lovgivende forsamling.
De to Canadaer udgjorde frontlinjen i den britisk-amerikanske krig (1812). Efter denne krig begyndte en omfattende immigration til Canada fra Storbritannien og Irland omkring 1815. I perioden 1825-1846 ankom 626.628 europæiske immigranter til canadiske havne. Blandt immigranterne var irere, der flygtede fra den store hungersnød samt gælisktalende skotter, der var fordrevet under de såkaldte Highland Clearances. Infektionssygdomme kostede mellem 25 og 33 procent af de europæiske immigranter til Canada før 1891 livet.
Ønsket om politiske reformer resulterede i de mislykkede canadiske oprør (1837). Durham-rapporten anbefalede efterfølgende en styreform efter Westminster-modellen og optagelsen af fransk-canadierne i den engelske kultur. Unionsloven (1840) samlede de to Canadaer i det fælles Provinsen Canada og etablerede Westminster-modellen i alle de britiske nordamerikanske provinser fra 1849. Indgåelsen af Oregontraktaten mellem Storbritannien og USA i 1846 afsluttede Oregon-grænsestriden og udvidede grænsen mod vest langs den 49. nordlige breddekreds. Dette banede vejen for britiske kolonier på øen Vancouver (1849) og British Columbia (1858).

### Konføderation og ekspansion
Efter flere konferencer om en forfatning erklæredes en Canadisk Konføderation med vedtagelsen af en forfatningslov, nu kaldet Constitution Act, 1867, i det britiske parlament den 1. juli 1867. I første omgang bestod konføderationen af de fire provinser Ontario, Quebec, Nova Scotia og New Brunswick. Canada gjorde sig til herre over Rupert's Land og Nordvest-territoriet og gav disse det samlede navn Northwest Territories (et betydeligt større område end nu), men klager fra métiserne førte til Red River-opstanden og dannelsen af Manitoba-provinsen i juli 1870. British Columbia og Vancouver Island gik ind i konføderationen i 1871, og Prince Edward Island gjorde det samme i 1873.
Det canadiske parlament vedtog i 1878 en lov, der etablerede en national politik om høje toldafgifter til at beskytte den spirende canadiske industriproduktion. Med henblik på at skabe en vej mod den vestlige del af kontinentet besluttede parlamentet ligeledes at give økonomisk støtte til etableringen af tre transkontinentale jernbanelinjer og derved gøre de store prærieområder lettere tilgængelige for bosættelse, og endelig skabte man et beredent politi (North-West Mounted Police) til at gøre konføderationens myndighed gældende i Northwest Territories. Da guldfeberen i Klondike opstod i dette område, oprettede parlamentet Yukon-territoriet. Omkring århundredskiftet støttede regeringen europæiske immigranter til at bosætte sig på prærien, og Alberta og Saskatchewan blev provinser i 1905.

### Begyndelsen af det 20. århundrede
Idet Storbritannien fortsat kontrollerede Canadas udenrigspolitik under konføderationen, bragte briternes krigserklæring automatisk Canada ind i 1. verdenskrig. Frivillige canadiere blev sendt til vestfronten og blev en del af det canadiske armékorps, der spillede en afgørende rolle i slaget ved Vimy-højdedraget og andre betydelige kamphandlinger under krigen. Af de omkring 625.000 canadiere, der gjorde tjeneste under 1. verdenskrig, omkom cirka 60.000, mens 172.000 blev såret. I 1917 udbrød en værnepligtskrise affødt af, at koalitionsregeringen foreslog at støtte militærets faldende mandskabstal ved at indføre værnepligt, hvilket blev modtaget med heftige indvendinger og i påsken dette år også med optøjer og ødelæggelser fra især de fransktalende i Quebec. Den kulturkløft, der blev gravet med dette forslag, satte sig spor langt op i århundredet. Efter krigens afslutning tiltog Canada sig større og større selvstændighed fra Storbritannien, hvilket blandt andet kom til udtryk ved, at landet blev medlem af Folkeforbundet uafhængigt af Storbritannien, og Westminster-statutten (1931) stadfæstede landets selvstændighed.
Depressionen i begyndelsen 1930'erne ramte Canada hårdt. Kort efter briternes krigserklæring mod Nazityskland tilsluttede Canada sig denne på foranledning af den liberale premierminister William Lyon Mackenzie King, og de første canadiske hærenheder ankom til Storbritannien i december 1939. De canadiske tropper spillede markante roller i flere af 2. verdenskrigs vigtige slag, herunder nederlaget ved Dieppe, de allieredes invasion af Italien, D-dag, operation Overlord og slaget ved Schelde. I alt kostede krigsdeltagelsen Canada mere end 42.000 omkomne samt over 54.000 sårede. Det hollandske kongehus fik asyl i Canada under krigen, mens landet var besat, og hollænderne har anerkendt den store indsats, som canadierne gjorde for at sikre befrielsen af Nederlandene fra Nazityskland. Canadas økonomi nød rigtig godt af krigen, idet man i industrien fremstillede krigsmateriel til Storbritannien, Kina og Sovjetunionen foruden landet selv. Ved krigens afslutning stod Canada internationalt set fint på både det økonomiske og militære område.

### Efterkrigstiden
Newfoundland havde i det meste af første halvdel af det 20. århundrede været britisk dominion og havde under krisen i 1930'erne opgivet sit selvstyre for at blive britisk kronkoloni. Efter afslutningen på 2. verdenskrig blussede diskussionen op om områdets tilhørsforhold, og efter to tætte folkeafstemninger valgte Newfoundland at blive optaget som en provins i Canada i 1949.
Canadas økonomiske fremgang fortsatte efter krigen, og dette førte sammen med resultaterne opnået af de forskellige liberale regeringer, der ledede landet i denne periode, til fremkomsten af en ny canadisk selvforståelse, hvilket blev stadfæstet med valget i 1965 af det nuværende flag med ahorn-motivet, implementeringen af officiel tosprogethed (engelsk og fransk) i 1969 samt indførelsen af officiel multikulturalisme i 1971. Sociale demokratiske programmer blev indført, såsom sygesikring, pensionssystem og studielån, selv om nogle af provinserne, særligt Quebec og Alberta, protesterede og opfattede programmerne som indgreb i deres selvbestemmelsesret. Endelig resulterede en række grundlovskonferencer i 1982 i en endegyldig adskillelse af canadisk lovgivning fra den britiske, idet det britiske parlament indtil da formelt set var den eneste instans, der kunne ændre canadisk lovgivning. Processen resulterede også i vedtagelsen af Canadian Charter of Rights and Freedoms. I 1999 blev det store område mod nordvest Nunavut Canadas tredje territorium efter forhandlinger med centralregeringen.
I mellemtiden undergik Quebec i 1960'erne gennemgribende sociale og økonomiske forandringer, kendt som den stille revolution. Ikke desto mindre var der flere bevægelser, der søgte at opnå selvstændighed for provinsen fra 1970 og fremad, og der blev afholdt en folkeafstemning om spørgsmålet i 1980, der dog ikke førte til selvstændighed. En senere tilsvarende afstemning i 1995 gav kun marginalt flertal til at forblive en provins i landet. For én gang for alle at få afgjort, om denne type løsrivelsesforsøg kunne anerkendes, blev det generelle spørgsmål bragt for landets højesteret, der afgjorde, at det var grundlovsstridigt, hvis en provins ensidigt søgte løsrivelse. Efterfølgende blev der i parlamentet vedtaget en Clarity Act, som beskrev rammebetingelser for, hvordan forhandlinger om en eventuel løsrivelse skulle finde sted fremover.
Foruden problemerne omkring en mulig løsrivelse af Quebec blev Canada ramt af en række alvorlige hændelser i løbet af 1980'erne og 1990'erne. Blandt disse var eksplosionen af Air India Flight 182 i 1985, som er det mest omfattende massemord i canadisk historie, idet eksplosionen blev udløst af en bombe anbragt af militante sikher. Andre alvorlige hændelser var École Polytechnique-massakren i 1989, en universitetsnedskydning af kvindelige studerende, Oka-krisen i 1990 mellem en mohawk-landsby og regeringen om et stykke land, den første i en serie af stridigheder mellem oprindelige folkegrupper og myndighederne. Canada deltog i Golfkrigen i 1990 som del af de USA-ledede styrker og var aktiv i en række fredsbevarende operationer i 1990'erne, heriblandt UNPROFOR i det tidligere Jugoslavien. Canada sendte tropper til Afghanistan, men afslog at deltage i den USA-ledede invasion af Irak i 2003. I 2009 blev Canada ramt af den verdensomspændende økonomiske krise, men er siden kommet sig over den igen. Canadiske styrker deltog i det NATO-ledede indgreb i borgerkrigen i Libyen 2011 og blev også involveret i bekæmpelsen af Islamisk Stat i Mellemøsten i midten af 2010'erne.
Den globale opvarmning har også ramt Canada og i 2023 blev landet ramt af de voldsomste skovbrande nogensinde.

## Geografi
Canada udgør størstedelen af det nordamerikanske kontinent og deler landegrænse med USA mod syd samt nordvest (Alaska). Grænsen mod USA er den længste sammenhængende grænse mellem to lande i verden med en længde på 6.416 km; inklusive grænsen mod Alaska er Canadas samlede grænse 8.890 km lang. Ud over disse landegrænser ligger Canada ud til Stillehavet mod vest, Atlanterhavet mod øst samt Ishavet mod nord. I nærheden af Canadas nordøstlige kyst ligger Grønland. Næsten 90 % af canadierne bor mindre end 160 km fra grænsen til USA. Arealmæssigt (inklusive vandområder) er Canada verdens næststørste land (efter Rusland) med et areal på 9.984.670 km². Hvis man fraregner vandområderne, er landet verdens fjerdestørste, idet arealet af ferskvandssøer og vandløb er det største for noget land i verden (over 890.000 km²). Canadas samlede kystlinje angives forskelligt til 243.042 eller 202.080 km alt efter kilde. Det er den længste kystlinje for noget land i verden.
Siden 1925 har Canada gjort krav på den del af Arktis, der ligger mellem 60° og 141° vest, men dette krav er ikke universelt anerkendt. Canada huser verdens nordligste permanente bosted, CFS Alert, der ligger på nordspidsen af Ellesmere Island, 817 km fra Nordpolen, på 82,5° N. Størstedelen af det canadiske arktiske område er dækket af is og permafrost. Landet er ca. 5500 km fra vest til øst og ca. 4600 km fra nord til syd.

### Geologi
Mangfoldighed er et kendetegn for Canadas geologi, der normalt opdeles i otte landskabstyper.
- Appalacherne er en bjergkæde, der strækker sig fra Newfoundland og Labrador og de øvrige atlantiske provinser New Brunswick, Prince Edward Island, Nova Scotia samt det østlige Quebec til grænsen mod USA (hvor bjergkæden fortsætter sydpå til Kentucky og Tennessee). Bjergkæden er centrum i et landskab, der i øvrigt er kendetegnet af bløde bakker gennemskåret af bjergfloder. De højeste bjerge i kæden er Mont Jacques-Cartier (1.268 m) og Mount Carleton (817 m).
- De store søer og Saint Lawrence-lavlandet er et overvejende fladt område, der ud over søerne oprindeligt var præget af blandet skov, som dog nu i stor udstrækning er forsvundet for at gøre plads til mennesket (først og fremmest europæerne) og deres landbrug. Med til området hører også Saint Lawrence-bugten, der er en af verdens største æstuarier.
- Det Canadiske Skjold er et område omkring Hudsonbugten, der i stort omfang har klippegrund. Her findes store søer og floder, hvor der produceres betydelige mængder el fra vandkraft. Til området hører også de lavtliggende vådområder, der ligger ud til bugten. Det Canadiske Skjold huser kun i mindre grad landbrug, og i så fald med ekstensiv jordbrug. I stedet er området præget af store nåletræsskove, og undergrunden er rig på mineraler som kobber, diamanter og smaragder.
- Canadas indre sletter omfatter blandt andet den canadiske prærie i Alberta, det sydlige Saskatchewan og det sydvestlige Manitoba. Der er dog også bakkede områder, og på sletterne finder man landbrug, særligt med en omfattende hvededyrkning.
- Cordilleraen udgøres af området fra Rocky Mountains til Stillehavet. Det omfatter den forrevne højderyg i bjergkæden mod øst, frugtbare dale mellem bjergryggene mod syd, gletsjere mod nord og et kystområde med mange små og store øer, mest markant Vancouver Island. Området er rigt på vandløb.
- Længst mod vest finder man en række vulkaner, idet dette område hører med i Ildringen om Stillehavet. Der er i dette område omkring 200 relativt unge vulkaner. Vulkaner finder man også i det Canadiske Skjold og i det nordligste af landet. Mange af disse vulkaner er aktive i geologisk forstand, hvilket vil sige, at de har været i udbrud inden for de seneste 10.000 år, men der er ikke eksempler på udbrud, der har givet mennesker problemer i de seneste par hundrede år.
- Canadisk Arktis er en fællesbetegnelse for de allernordligste dele af landet, der er præget af permafrost med tundra nord for trægrænsen. Formelt set er der tale om de nordligste dele af Cordilleraen og det Canadiske Skjold, herunder det Arktiske Lavland.

#### Hydrogeografi
Canada er i stor udstrækning dækket af vand, idet 891.163 km² (8 % af landet) er ferskvand i form af floder og søer. Canada rummer omkring 25 % af verdens vådområder (foruden søer og floder også kystområder, æstuarier, flodsenge samt marsk- og sumpområder). Landet har desuden det tredjestørste gletsjerareal (efter Grønland og Antarktis).
Efter at landet var udsat for en omfattende isdækning i mellemistiden er der flere millioner søer i landet; af de søer, der udelukkende ligger i Canada, er mere end 31.000 af disse mellem 3 og 100 km² og 563 er større end 100 km². Disse tal omfatter ikke søerne, der ligger på grænsen til USA. Af verdens ti største søer ligger fire helt eller delvis i Canada: Nr. 2 Lake Superior (82.414 km²), nr. 4 Lake Huron (59.596 km²), nr. 8 Great Bear Lake (31.328 km²) og nr. 10 Great Slave Lake (28.568 km²). Lake Erie, Lake Winnipeg og Lake Ontario ligger lige uden for topti over de største søer, og der er en stribe flere søer i landet blandt de 50 største i verden.
Canadas to længste floder er Saint Lawrence og Mackenzie River på henholdsvis 1.197 og 1.738 km, med bifloder henholdsvis 3.058 og 4.241 km. Mackenzie har udløb i Arktiske hav og afvander en stor del af det nordvestlige Canada, mens Saint Lawrence, der afvander de store søer, løber ud i Saint Lawrence-bugten og dermed Atlanterhavet. De tolv længste floder i landet er alle over 1.000 km lange.
Floderne har haft stor historisk betydning for Canada, idet de i århundreder udgjorde de nemmeste transportveje og dermed gjorde europæernes ekspansion mulig. Blandt de vigtige af floderne i denne henseende var Red River, som kom til at være skueplads for Red River-opgøret i 1869 mellem nybyggerne og den nydannede canadiske stat.
Som det ses af kortet ved siden af, løber vandet fra det store land ud flere forskellige steder. Vandet fra den vestlige del af landet (New Brunswick, Prince Edward Island, Nova Scotia, store dele af Québec og en stor del af det sydlige Ontario) løber ud i Atlanterhavet, fra en stor del af det centrale af landet (resten af Québec og Ontario, Manitoba, det meste af Saskatchewan, det sydlige Alberta, det sydvestlige Nunavut og den sydlige del af Baffin Island) løber ud i Hudsonbugten, vand fra området vest for Canadian Rockies (en stor del af British Columbia og Yukon) løber ud i Stillehavet. Vandet fra de nordlige områder af British Columbia, Manitoba, Alberta samt størstedelen af Northwest Territories og Nunavut samt østdelen af Yukon løber ud i det Arktiske hav, mens vandet fra det sydligste af Alberta via Mississippi-Missouri-floderne løber ud i den Mexicanske Golf.

#### Farvande
Med landets placering er der adskillige farvande, der grænser op til Canada. Mod vest ligger Stillehavet, hvis bugt længst mod nord kaldes Alaskagolfen. Mod øst ligger Atlanterhavet, der ud for Labrador-halvøen kaldes Labradorhavet og længere mod nord, i området mellem Canada og Grønland, hedder Davisstrædet og Baffinbugten. Mod nord ligger Nordlige Ishav, hvor den nederste del mod Alaska og Yukon kaldes Beauforthavet.
Med de mange øer mod nordøst er der også en række indre farvande, først og fremmest Hudsonbugten, Hudsonstrædet, Foxe Basin og Gulf of Boothia.
Verdens største forskel i tidevand findes i Fundy-bugten ved Nova Scotia; her er der i gennemsnit 16,1 m forskel mellem højeste og laveste vandstand.

#### Øer
Canada er rig på øer af alle størrelser og befolkningsstørrelser. Samlet set er der registreret 52.455 øer. Den største ø er Baffin Island, der er en del af Nunavut og ligger ud til Baffinbugten; denne ø er på 507.451 km² (verdens femtestørste ø), men er blot beboet af ca. 9.500 mennesker. Den næststørste er Kitlineq på 217.291 km² (Northwest Territory/Nunavut) fulgt af Ellesmere Island på 196.236 km² (Nunavut) og Newfoundland på 108.860 (Newfoundland og Labrador).
Af de store øer rummer Newfoundland den næststørste befolkning på 485.066, mens den mest befolkede er den noget mindre Vancouver Island (British Columbia) med 638.213 beboere. De to følgende øer befolkningsmæssigt er Cape Breton Island (Nova Scotia) med 140.893 og Prince Edward Island (Prince Edward Island) med 135.294 indbyggere. Især i de nordlige farvande findes en lang række større øer, der alle er mere eller mindre ubeboede, ikke mindst blandt Dronning Elizabeth-øerne; den største af disse er Devon Island på 55.247 km², verdens største ubeboede ø.

#### Bjerge
Størstedelen af bjergene i Canada ligger i de vestlige provinser British Columbia, Alberta og Yukon-distriktet.
De største bjergkæder udgør en stor del af det nordligste af Cordilleraen. Det drejer sig om Canadian Rockies mod øst og Coast Mountains op langs vestkysten. Sidstnævnte kæde omfatter også Saint Elias Mountains i Yukon, hvor nogle af landets største bjerge befinder sig, herunder den højeste, Mount Logan, på 5.959 m. I Canadian Rockies er det højeste punkt Mount Robson på 3.954 m. Længere inde i landet i Yukon ligger også Mackenzie Mountains og Cassiar Mountains, hvis højeste punkter er over 2.500 m.
I den østlige del af landet finder man de nordligste dele af Appalacherne. Her er dog tale om noget mindre bjerge end mod vest, idet det højeste bjerg i den canadiske del af Appalacherne er Mont Jacques-Cartier i det østlige Québec på 1.268 m. Her finder man også de Laurentinske Bjerge med Mont Raoul Blanchard som højeste punkt med 1.166 m.
Mest afsides og længst mod nord på øerne, der ligger ud til Grønland, finder man i Nunavut den Arktiske Cordillera, hvor den meget afsides liggende Barbeau Peak er det højeste punkt med sine 2.616 m; det ligger på Ellesmere Island så langt mod nord som næsten på 82. nordlige breddekreds. Der er flere relativt høje bjerge i disse øde områder af landet.

#### Råstoffer
Canada er rigt på mineraler og har store uudnyttede forekomster af metaller som jern, nikkel, kobber, zink, guld, bly, molybdæn og uran. Der er i de seneste år i den arktiske del af landet opdaget store koncentrationer af diamanter, hvilket har gjort Canada til en af verdens største producenter heraf. Kul, olie og naturgas findes ligeledes i store mængder, og mens kul har været brudt lang tid tilbage i historien, er især olieboring først siden midten af det 20. århundrede blevet en betydelig industri. Efter Canadas beslutning om at opfatte tjæresand som almindelig olie har landet nu verdens tredjestørste kendte oliereserver.

### Klima
Med sin store udstrækning er det naturligt, at Canada har mange forskellige klimazoner. De mest dominerende er koldtempereret klima, subpolarklima samt polarklima. I de Canadiske Rockies er der enkelte områder med tørt klima, og i det mest sydvestlige af landet finder man et lille område med varmtempereret klima.
Inden for det polare klima er der udelukkende tale om tundra (Köppen, type ET), hvor vintrene er meget kolde, mens somrene er ret kølige og tørre. Inden for det subpolare område er der fortsat tale om kolde vintre, mens der her er ganske meget nedbør i store perioder af året (Köppen, type Dfc). Langs en stor del af grænsen mod USA og nordpå er der koldtempereret klima med ganske store temperaturforskelle i løbet af året (ganske varmt om sommeren og frost om vinteren) samt en jævn fordeling af nedbør over året (Köppen, type Dfb). I Rockies er der tørt klima med evig sne og sjældent temperaturer over frysepunktet, de lidt lavere egne med højere temperaturer (Köppen, type Dsb/Dsc), mens der længst mod sydvest er et lille område tæt på kysten med kystklima, hvor vintrene er milde, somrene er varme, og der falder en moderat mængde nedbør (Köppen, type Cfb).
Herunder følger eksempler på vejret fra hver af de fem zoner.

### Plantevækst
Store dele af Canada er dækket af skov. Af træbevoksningen er cirka 55 % nåletræer, særligt af slægterne gran, fyr og ædelgran. Blandt vigtige i skovbrugserhvervet er hvidgran, engelmannsgran, sortgran, balsamgran og klitfyr, foruden sitkagran, douglasfyr og kæmpethuja. Blandt løvtræer er især poppel-arter, birk og sukkerahorn; sidstnævnte er et af Canadas bedst kendte symboler – ahornbladet har været i det nationale flag siden 1965.
Med sin geografiske diversitet er der store forskelle på plantevæksten i landet, og derfor kan der her blot nævnes nogle få eksempler. Alene i Ontario er der registreret over 2.700 forskellige blomsterplanter. Blandt disse har storblomstret treblad (Trillium grandiflorum) en særlig tilknytning som et symbol for provinsen.
I alt er der cirka 4000 karplanter i hele landet. Blandt de meget udbredte i områder med nåleskov er linnæaen, bispekåben, det canadiske hønsebær og arter af slægten Rhododendron. Andre steder finder man liljer (blandt andet prærieliljen), forskellige arter af stenbræk og ranunkler. I bjergene finder man fx katost-blærespiræa.
På de store prærieområder finder man mange græsarter, fx svingel, hejre og lucerne.

### Dyreliv
Der er registreret over 70.000 dyrearter i Canada. Af disse vides over 600 at være mindst moderat truede.
De arktiske farvande giver føde til hvaler, hvalrosser, sæler og isbjørne. Omkring 16.000 af et estimeret samlet antal på 20-25.000 isbjørne lever på canadisk område. I tundraen lever moskusokser, rensdyr, polarulve, polarræve, sneharer og lemminger samt lejlighedsvis også jærve; mange trækfugle tilbringer sommeren her, blandt andet alke, ænder, måger, terner og andre havfugle. Skovene mod nord udgør ideelle levesteder for rensdyr og elge, losser, sorte og brune bjørne. Imidlertid svinder bestanden af rensdyr ind på grund af den øgede industrialisering og større udbredelse af rekreative vinteraktiviteter, især forstyrrelser forårsaget af motoriserede slæder. Betydningen af jagt er i sammenligning hermed mindre.
Fem milliarder fugle ankommer hvert år til nåleskovene. Derfor begyndte Canada sammen med USA i 1917 at oprette beskyttede områder for trækfuglene. Nu om stunder findes der 92 sådanne områder med en samlet størrelse på omkring 110.000 km². Blandt de mest talrige fugle er kardinaler, amerikanske sangere, hvidhovede havørne og spottedrosler foruden den sjældne marmordværgalk, der kun kan overleve i gamle skove.
Bævere, bisamrotter, mårer og mink er fortsat grundlag for en efterhånden mindre betydende pelshandel. Længere mod syd finder man wapitier, mens der i de mere tætbefolkede områder især findes mindre pattedyr som grå egern, jordegern, væsel og oddere. På prærierne lever der mindre dyr som prærieharer, taskegofere, skovhøns som granhjerpe samt større dyr som bisoner og gaffelbukke. I de vestlige bjerge findes tykhornsfår og snegeder.
I den største nationalpark, Wood Buffalo National Park i Alberta og Nordvestterritoriet, findes talrige af de truede arter. Blandt andet har trompetértranen her det eneste yngleområde i verden. I parken findes også en bestand på omkring 6.000 bisoner.
I flere af søområderne er der i sommermånederne så voldsomme mængder af stik- og kvægmyg, at mennesker frarådes at færdes der.
- Sukkerahornen, hvis blade er blandt Canadas mest kendte symboler.
- Storblomstret treblad, symbol for Ontario.
- Græsarten Thinopyrum intermedium er meget udbredt på prærien.
- Isbjørn i Manitoba.
- Wapiti i Alberta.
- Den sjældne trompetértrane.

### Miljø
Luftforurening og den deraf følgende syreregn påvirker søerne og anretter skader på skovene. Smeltning af metaller, kulvarmeværker og udstødning fra køretøjer påvirker land- og skovbrugets produktivitet. Havvandet bliver forurenet som følge af aktiviteter i landbrug, industri, minedrift og skovbrug.
Den globale opvarmning og polernes gradvise smeltning vil med stor sandsynlighed få stor betydning for miljøet, herunder risiko for tab af isbjørnene. Også udforskningen og efterfølgende udvinding af råstoffer samt etableringen af en alternativ sejlrute til Panamakanalen gennem Nordvestpassagen.
I de senere år er udvindingen af olie fra tjæresand blevet en vigtig økonomisk branche i Canada. Imidlertid er der flere miljømæssige problemer med denne udvinding. Ifølge Greenpeace bruges der 349 millioner m³ vand årligt ved udvindingen af det canadiske tjæresand, hvilket svarer til det dobbelte af forbruget i en by som Calgary. Kun omkring 10 % af dette vand kan renses og genbruges, mens resten opmagasineres i enorme damme. Også udledningen af kuldioxid er et problem, idet der ved udvindingen af tjæresand udledes 20 % mere kuldioxid ved produktionen af en tønde olie som ved produktion af olie på konventionel vis ifølge Det Internationale Energiagentur (IEA). Endelig bruges store landområder til opmagasinering af affaldsprodukter i form af muldjord, muskeg, sand, ler og grus. Det giver næsten 2,5 tons af disse affaldsprodukter at producere en tønde olie. Ved udvindingen af tjæresand i Alberta (den suverænt største udvinding i landet) er der ødelagt et område på 904 km².

## Demografi
Ved folketællingen i 2016 havde Canada et indbyggertal på 35.151.728, hvilket er en stigning på omkring 5 % siden seneste folketælling i 2011. Mellem 1990 og 2008 steg befolkningstallet med 5,6 millioner svarende til et stigning på 20,4 %. Hovedårsagen til stigningen er indvandring og kun i mindre grad naturlig tilvækst.

### Etnicitet
Ved folketællingen i 2006 opgav 31,8 % af befolkningen, at de var af canadisk afstamning. De følgende grupper i befolkningsandel var af engelsk (20,8 %), fransk (15,6 %), skotsk (14,9 %), irsk (13,8 %), tysk (10,0 %), italiensk (4,6 %), kinesisk (4,3 %), First Nations (4,0 %), ukrainsk (3,8 %) og hollandsk (3,3 %) afstamning. Andelen med dansk afstamning var på 0,6 %. Det skal bemærkes, at det var muligt at angive flere afstamninger.

### Sprog
I 1969 blev det vedtaget, at Canadas to officielle sprog på statsligt plan er engelsk og fransk. På provinsniveau er dette imidlertid ikke tilfældet. Kun New Brunswick er officielt tosproget, mens Quebecs officielle sprog er fransk, idet det dog i provinsens konstitution kræves, at al lovgivning udarbejdes på både fransk og engelsk.
I arbejdsmæssig sammenhæng bruges overvejende engelsk (78,3 %), mens fransk bruges noget mindre (21,7 %). Dette ændrer sig en del, når man ser på hvilke sprog, der tales i hjemmene. Her er engelsk fortsat størst, men andelen er 67,1 %, mens fransk bruges i nogenlunde samme omfang med 21,5 %. Forskellen kommer af, at 11,4 % taler andre sprog i hjemmet end de to officielle. De mest udbredte af disse sprog er kinesisk (herunder kantonesisk og mandarin) (3,2 %), punjabi (1,3 %), spansk (1,2 %), tysk (1,2 %), italiensk (1,1 %), arabisk (1,0 %) og tagalog (1,0 %).
Blandt de oprindelige folk findes der mere end 65 sprog og dialekter fordelt på 11 sproggrupper. Af disse er cree, inuktitut og ojibway de eneste, der tales af tilstrækkelig store grupper til, at de kan overleve på længere sigt. Flere af de oprindelige folks sprog er officielle i Nordvest-territoriet, og i Nunavut er inuktitut et af de tre officielle sprog og det mest udbredte.

### Religion
Canada er et religionsmæssigt varieret land. Der er ikke nogen officiel statskirke, og regeringen går officielt ind for religiøs pluralisme. Religionsfrihed er indskrevet i grundloven og tillader befolkningen at forsamle sig og dyrke deres religion uden begrænsninger eller forstyrrelser.
Traditionelt er kristendommen den dominerende religion, men efterhånden spiller religionen en mindre og mindre rolle, især for personer med en kristen baggrund, og Canada er efterhånden at betragte som et primært sekulært samfund. Størstedelen af canadierne mener ikke, at religion har nogen særlig betydning i dagligdagen, men tror dog fortsat på Gud. Ifølge folketællingen i 2021 opfattede 53,3 % af befolkningen sig som kristne; 29,9 % identificerede sig som katolikker, mens størstedelen af de resterende 23,4 % kristne betegnede sig som protestanter. Af de ikke-kristne religioner var islam (4,9 %), hinduisme (2,3 %), sikhisme (2,1 %), buddhisme (1,0 %) og jødedom (0,9 %) de mest udbredte. Samtidig betegnede 34,6 % sig som ikke-religiøse, en stigning fra 23,9 % på et årti.

### Urbanisering
Størsteparten af befolkningen, omkring 80 %, lever i byer. Af disse 80 % bor knap to tredjedele i den såkaldte Quebec-Windsor-korridor vist på kortet ovenfor, mens resten bor i regionen kaldet Lower Mainland, der dækker Vancouver metropolområde i British Columbia samt i Calgary-Edmonton-korridoren, en 400 km langt smalt område fra nord til syd i Alberta med byerne Calgary og Edmonton.

### Befolkningstilvækst
Fødselsraten lå i 2013 på 1,59 per kvinde. Dette tal har været faldende og var i 2009 på 1,67. Der er store regionale forskelle, idet raten i Nunavut i 2013 var på 3,04, mens den i British Columbia var på 1,41. En anden måde at regne fødselsraten på, er ved at se på antal fødsler per 1000 indbyggere, og denne var i 2016 10,5. Dødsraten var på 7,3 per 1000 indbyggere, hvilket (under hensyntagen til ind- og udvandring) giver en estimeret befolkningstilvækst i 2016 på 0,74 %.
Den forventede levealder ved fødslen var i 2016 på 81,9 år, fordelt på 79,2 år for mænd og 84,6 år for kvinder.
Fordelingen mellem kønnene ændrer sig gennem livet, idet der fødes 1,06 drenge for hver pige. Denne forskel skifter, så der i aldersgruppen over 65 år er 0,8 mænd for hver kvinde.

### Ind- og udvandring
Canada har en af de højeste immigrationsandele i verden relativt til indbyggertallet, hvilket først og fremmest skyldes den økonomiske politik og i mindre grad familiesammenføring. Den canadiske befolkning og de store politiske partier står bag det nuværende immigrationsniveau. I 2010 ankom et rekordstort antal på 280.636 immigranter til Canada. Den canadiske regering forventede mellem 280.000 og 305.000 nye permanente beboere i 2016, et antal der var på niveau med årene forinden. Nye immigranter bosætter sig mest i de store byområder som Toronto, Montreal og Vancouver. Canada modtager også et stort antal flygtninge, så stort, at det udgør over 10 % af den årlige globale genhusning af flygtninge.

### Analfabetisme
Canada har generelt en veluddannet befolkning, og 99 % af den voksne befolkning kan læse og skrive.

### Kriminalitet
Kriminaliteten i Canada er gennem de seneste par årtier faldet betragteligt. I 1962, hvor man begyndte systematisk at registrere antallet af forbrydelser, havde man lidt under 3.000 tilfælde per 100.000 indbyggere. Dette tal steg nogenlunde jævnt, til det i 1992 toppede med lidt over 10.000 tilfælde per 100.000 indbyggere, men siden er kriminaliteten faldet, så tallet i 2013 cirka var halveret i forhold til 1992. Faldet skyldes især, at berigelseskriminaliteten er faldet, men også vold og andre former for kriminalitet er faldet.
Ser man på antallet af drab, er det set over ovennævnte periode ændret fra 1,3 per 100.000 indbyggere i 1962 over 3,0 i midten af 1970'erne til det igen i 2013 var nået ned på 1,3 per 100.000 indbyggere. Til gengæld var antallet af drabsforsøg, der i 1962 var på under 0,5 per 100.000 indbyggere i 2013 på 1,8 efter at have toppet i begyndelsen af 1980'erne og i begyndelsen af 1990'erne med cirka 3,7 per 100.000 indbyggere.

## Økonomi
Canada har den 10. største (nominel) eller 16. største økonomi i verden. Landet er en af de mest velstående i verden og medlem af OECD og G8.
Canadas økonomiske og finansielle velfærd styres fra Bank of Canada, der er underlagt landets finansministerium.
Canada er et moderne i-land, og den største sektor er den tertiære sektor, men grundet en stor olie-, mine- og tømmerindustri har Canada også en relativ stor primær sektor. Canada har relativ meget velfærd (efter nordamerikansk målestok), og skatten samt den sociale understøttelse er noget højere end i USA. Canadas vigtigste handelspartner er USA, men mens Canadas eksport til USA udgør 20 procent af Canadas BNP, udgør USA's eksport til Canada blot 3% af USA's BNP. Canada har et underskud på betalingsbalancen, men det er ikke nær så stort som fx det amerikanske.

### Pengevæsen
Canadas valuta er den canadiske dollar (CAD); 1 CAD = 100 cent. Der bruges mønter på 5, 10, 25 og (sjældent) 50 cent samt 1 og 2 dollars, og sedler findes med værdierne 5, 10, 20, 50 og (sjældent) 100 dollars. Sedlerne udstedes af Bank of Canada. Den canadiske dollar er den femtemest anvendte reservevaluta og udgør 2 % af verdens samlede reserver. De fire reservevalutaer, der er større end CAD, er den amerikanske dollar, euroen, det britiske pund og yennen.

### Landbrug og skovbrug
Blot syv procent af Canadas areal er opdyrket, svarende til omkring 70 millioner ha, og på dette areal dyrkes kun afgrøder fra flerårige afgrøder på godt 7.000 ha. I 1996 var der 15,4 millioner ha græs i landet. Kunstvanding er ikke specielt udbredt, idet blot lidt over en halv million hektar blev kunstigt vandet i 2010. Kunstvanding finder fortrinsvis sted i British Columbia, Alberta og Ontario. Landbrugsområderne i Canada findes fortrinsvis i prærieprovinserne, de sydvestlige provinserne, området om Saint Lawrence-floden samt atlantprovinserne.
| Sektor                                                                                     | Procentandel af indtjeningen | Primærmarked            |
| ------------------------------------------------------------------------------------------ | ---------------------------- | ----------------------- |
| korn og planteolie (hvede, durum, havre, rug, byg, hørfrø, raps, sojabønner, ris, og majs) | 34%                          | hjemmemarked og eksport |
| kød – kvæg (oksekød, svinekød, kalvekød og lammekød)                                       | 24%                          | hjemmemarked og eksport |
| mælkeprodukter                                                                             | 12%                          | hjemmemarked            |
| frugter og grøntsager                                                                      | 9%                           | hjemmemarked            |
| fjerkræ og æg                                                                              | 8%                           | hjemmemarked            |

Landet er et af verdens største producenter af landbrugsprodukter, især hvede og andre kornsorter. Canada eksporterer store mængder landbrugsprodukter til især USA og en række asiatiske lande. Som for alle andre højtudviklede lande i verden er betydningen af landbrug i Canada reduceret kraftigt i løbet af det 20. århundrede, både hvad angår antal beskæftigede og andel af BNP. I lighed med flere andre højtudviklede lande modtager den canadiske landbrugsproduktion betydelige subsidier fra staten. Canada har samtidig været fortaler for at reducere sådanne subsidier gennem arbejdet i WTO. Beløbet givet i statsstøtte har varieret i årenes løb; i perioden 1981-2009 toppede støtten i 1987, hvor der blev givet over 5 milliarder CAD, mens det lå lavest i perioden i midten af 1990'erne med omkring 1 milliard. I midten af 2000'erne steg støtten igen til omkring 3 milliarder, men i slutningen af perioden nåede den igen ned på lidt over 1 milliard.
Skovbrug er en vigtig brik i den canadiske økonomi. Med 42 % af landet dækket af skov rummer landet 10 % af verdens samlede skovområder, fortrinsvis bevokset med gran-, poppel- og fyrretræer. Natural Resources Canada og Canadian Forest Service kontrollerer skovene og skovbruget i landet i samarbejde med en række institutioner, der repræsenterer regeringen, videnskabsfolk og talrige andre interessenter. I det 18. og 19. århundrede foregik der en voldsom afskovning, men denne er blevet bremset med moderne styringsredskaber, og i nutiden er det mindre end 1 % af skovene, der berøres af hugst hvert år. Skovbruget er basis for tre hovedområder: Træhugsten, tømmerfremstilling samt fremstilling af papir og papirmasse. Canada er verdens næststørste eksportør af trævarer og havde i 2013 det højeste overskud på handel med trævarer blandt de førende træhandlende nationer. I 2013 bidrog den med 19,8 milliarder CAD (1,25 %) af Canadas BNP.

### Fiskeri
Traditionelt har fiskeri været et af Canadas vigtigste erhverv, men faldende fiskebestande har presset erhvervet. Gigantiske torskebestande ud for de store Newfoundlandbanker tiltrak helt tilbage til det 16. århundrede fiskere fra flere europæiske lande. I vore dage er disse fiskebestande næsten udtømte, og beskyttelsen af de truede fisk er blevet en vigtig opgave for atlantprovinserne. Tilsvarende er tunfiskene på vestkysten stærkt faldende. De knap så truede laks, der dog også falder i mængde, giver dog fortsat anledning til et omfattende fiskeri. Canada gør krav på 22 km havterritorium ud for sine kyster, tilstødende områder ud til 44 km, en eksklusiv økonomisk zone på 370 km og en kontinentalsokkel tilsvarende på 370 km eller indtil kanten af soklen.
På trods af truslerne mod fiskeriet eksporterede Canada i 2016 fisk og fiskeprodukter for det hidtil højeste beløb på 6,6 milliarder CAD. De arter, der bidrog mest til i økonomisk forstand, var hummer, atlantlaks, arktiske krabber og rejer. Omkring 72.000 mennesker i landet er beskæftiget inden for fiskeri og forarbejdning heraf.

### Råstofudvinding
Canada er en af få højt udviklede nationer, der eksporterer mere energi, end det importerer. Værdien af denne forskel var i 2015 på 55,1 milliarder CAD. Ved Canadas atlantkyst findes der store mængder af naturgas, og i tjæresandet i Athabasca samt andre steder i landet findes der så store reserver af råolie og naturgas, at Canadas andel af de samlede reserver i verden er på 13 %, hvilket er den tredjehøjeste andel efter Venezuela og Saudi-Arabien.
Minedrift bidrager markant til Canadas eksport. De fem økonomisk vigtigste mineraler er guld (17,7 mia.), jern og stål (12,1 mia.), aluminium (8,8 mia.), kul/koks (6,1 mia.) og kalium og lignende (5,8 mia.) - alle tallene er i canadiske dollars og fra 2013. Minedrift og de direkte afledede brancher beskæftigede i 2013 380.000 mennesker. Værdien af eksporten fra råstofudvindingen bidrog i 2013 med 19,6 % af værdien af alle de varer, som Canada eksporterede. Udfordringerne for branchen i den nære fremtid omfatter ifølge The Mining Association of Canada undersøgelser for at finde flere udvindingssteder, idet det skønnes, at der kan findes nye udvindingssteder, der er op imod 160 milliarder værd inden for et tiår; den globale økonomi, der også påvirker den canadiske råstofudvinding; konkurrencedygtigheden, der påvirkes af blandt andet beskatningen; lovgivningen, blandt andet inden for miljøområdet; infrastrukturen, der har behov for investeringer; samt behovet for arbejdskraft, idet det skønnes, at der inden for det næste tiår vil være behov for en forøgelse af beskæftigede i branchen på op imod 121.000 mennesker.

### Fremstillingsvirksomhed
Som det har været tilfældet i de fleste andre højt udviklede lande i verden er industrien i Canada gået tilbage i økonomisk betydning i anden halvdel af det 20. århundrede. I årene lige efter anden verdenskrig toppede industriens bidrag med 29 % af BNP, mens den i 2005 var på 15,6 %. Sammenlignet med andre højt udviklede lande slap Canada forholdsvis billigt fra den generelle nedgang inden for industrien fra 1960'erne og frem. Branchen blev imidlertid særlig hårdt ramt af finanskrisen 2007-2009, og i 2010 var industriens andel af BNP gået ned til 13 %.
Blandt de industrivirksomheder, der findes i landet, er lokale fabrikker for alle de store amerikanske og japanske bilfirmaer samt en række reservedelsfabrikker som Magna International (omsætning på 36,4 milliarder USD i 2016). I det centrale Canada produceres der nu om stunder flere biler, end der gør i nabostaten i USA, Michigan, som er hjertet af den amerikanske bilindustri. Generelt er mange af de canadiske industrifabrikker filialer af amerikanske firmaer, men der findes også store lokale virksomheder som producenten af transportmidler, Bombardier, der i 2016 havde en omsætning på 16,3 milliarder USD.

### Handel
Bilsalg er det største segment inden for detailhandelen i Canada. I februar 2017 bidrog det med 12,5 milliarder CAD, lidt over en fjerdedel af den samlede detailhandel på 47,7 milliarder. Dagligvarehandelen bidrog med 10,0 milliarder, varehuse med 5,4 milliarder, mens benzinstationerne solgte for 5,0 milliarder, salg inden for helse og sundhed bidrog med 3,9 milliarder, byggemarkeder og planteskoler med 2,9 milliarder og beklædning med 2,8 milliarder.
Indenrigshandelen i Canada udgør 10,82 % af BNP, ligeligt fordelt mellem engros- og detailhandel.

### Turisme
Turismen har stigende økonomisk betydning for Canada. I 2015 udgjorde turismens direkte andel af BNP 1,2 %, mens den samlede andel (direkte og indirekte) udgjorde 4,5 %. 2,6 % af arbejdsstyrken var beskæftiget direkte inden for turisme, mens 6,0 % var beskæftiget direkte og indirekte i turismen. 
I 2015 besøgte 27,5 millioner udlændinge Canada. Der var klart flest, 22,1 millioner, fra nabolandet USA. Efter et dyk i besøgene fra USA på grund af den lave US-dollarkurs er tallet igen stigende (20,3 millioner i 2014). 2,5 millioner besøg var fra Europa med flest fra Storbritannien, Frankrig og Tyskland, 1,8 millioner kom fra Asien med flest fra Kina, Japan, Indien og Sydkorea, mens den sidste million kom fra resten af verden, især fra Australien og Mexico.
I de senere år er valutakurserne også skyld i, at mange flere canadiere holder ferie i hjemlandet frem for at rejse udenlands, især til USA.
Turisterne er især interesseret i den storslåede og varierede natur i landet, men også de store byer med deres kulturtilbud trækker folk til.
Et af de områder, der i de seneste år er steget i betydning, er kasinospil. Provinserne gik ind på dette område i 1990'erne, og kasinoerne er alle offentligt ejede. De fleste af kasinoerne ligger tæt på grænsen til USA og især tæt på de store amerikanske byer. Kasinoerne er ret populære blandt de lokale beslutningstagere, der opfatter dem som en stor gevinst for turismen.

### Udenrigshandel
Canada er en handelspræget nation, hvor værdien af den internationale handel udgør mere end to tredjedele af landets BNP (en af de højeste andele blandt G7-landene efter den suveræne topscorer, Tyskland). En ret stor del af denne handel går via frihandelsaftaler. Den vigtigste af disse aftaler er den nordamerikanske frihandelsaftale NAFTA, som er vigtig på grund af den store handel med USA. For nylig er landet Canada indgået i to potentielt store frihandelsaftaler, nemlig CETA med EU og Trans-Pacific Partnership med en række lande omkring Stillehavet. I slutningen af 2014 nåede Canadas udenrigshandel en værdi på 1 billion CAD for første gang. Handlen er nogenlunde ligeligt fordelt mellem eksport og import, og den samlede værdi er fastholdt de følgende to år, idet der dog har været en svag tendens til underskud på handelsbalancen.
| Land/område                             | Eksport fra Canada | Import til Canada | Over-/underskud |
| --------------------------------------- | ------------------ | ----------------- | --------------- |
| USA                                     | 392,3              | 359,9             | 32,4            |
| EU, specielt Storbritannien og Tyskland | 41,9               | 52,3              | -10,4           |
| Kina                                    | 22,4               | 37,6              | -15,2           |
| Mexico                                  | 8,9                | 18,9              | -10,0           |
| Japan                                   | 11,0               | 11,8              | -0,8            |

Alle tal er i milliarder CAD.
De følgende på listen er Sydkorea, Hongkong og Brasilien.

### Statsfinanser
Ifølge OECD havde Canada i 2010 en statsgæld på 36,1 % af BNP, hvilket er et af de laveste i verden.

## Infrastruktur

### Veje og biltrafik
Med sit store areal har Canada et enormt vejnet med 900.000 km vej, heraf cirka 38.000 km i form af nationale landeveje og motorveje, organiseret som National Highway System. Af landevejene udgør de 8.000 km Trans-Canada Highway, der udgør de vigtigste strækninger, der passerer alle ti provinser i øst-vestlig retning i den sydlige del af landet.
Der er indregistreret cirka 22,4 millioner personbiler i landet pr. 2016.

### Jernbaner
Canada har et stort og veludviklet jernbanenet på 48.000 km, som nu om stunder især fragter gods. De største operatører er den offentligt ejede Canadian National Railway (CN) og den private Canadian Pacific Railway (CP), begge med vægt på godstransport, samt den statsejede VIA Rail, der står for intercity-passagertransport. 95 % af indtægten fra jernbanetransporten stammer fra godstransport. I 2009 rejste 4,5 millioner mennesker med intercitytog på de 12.000 km, hvor passagertogene kører.

### Skibstrafik
Der er en række større havne i Canada. Havnen i Vancouver er den mest travle med en omsætning i 2011 på 107,6 Mt (millioner ton) i varer, især i containere. Andre store havne ligger i Saint John (31,5 Mt), Québec (29,0 Mt), Montreal (27,9 Mt) og Sept-Îles (25,8 Mt).

### Flytrafik
Reguleringen af flytrafik i Canada foretages af Transport Canada, mens Nav Canada har ansvaret for al civil flytransport i landet. Transport Canada ejer alle lufthavne i hovedstæder for nationen, provinserne og territorierne samt størstedelen af de øvrige lufthavne med 200.000 eller flere passagerer om året – det såkaldte National Airports System bestående af 26 lufthavne – hvoraf de fleste er leaset ud på langtidskontrakter til eksterne operatører, primært lokale myndigheder. De fire lufthavne med flest passagerer er Toronto Pearson International Airport (44,3 millioner rejsende), Vancouver International Airport (22,3 millioner), Montréal–Pierre Elliott Trudeau International Airport (16,6 millioner) og Calgary International Airport (15,7 millioner) (alle tallene er fra 2016).
Det nationale luftfartselskab i landet er Air Canada med hubs i de fire store lufthavne. Selskabet har over 390 fly og opererer på cirka 350 destinationer, nationalt og internationalt.

### Kommunikation og medier
Canada har en veludviklet mediesektor, hvor medierne som udgangspunkt er privatdrevet og baseret på abonnement og/eller reklamer. Imidlertid er både tv- og trykte medier afhængige af offentlig støtte med love og reguleringer inden for området for at forblive profitable.
Der udgives en lang række aviser i Canada. De aviser, der har flest abonnementer (dagligt antal, trykt og digitalt i 2015), er:
| Avis                   | Område        | Sprog   | Abonnenttal |
| ---------------------- | ------------- | ------- | ----------- |
| The Globe and Mail     | Landsdækkende | Engelsk | 336.487     |
| Toronto Star           | Ontario       | Engelsk | 318.763     |
| La Presse              | Québec        | Fransk  | 289.933     |
| Le Journal de Montréal | Québec        | Fransk  | 232.332     |
| Metro Toronto          | Ontario       | Engelsk | 204.840     |

Canadian Broadcasting Corporation er det statslige radio- og tv-selskab, der sender på både engelsk og fransk. Derudover findes en fransk og tre engelsksprogede kommercielle landsdækkende tv-selskaber samt en række regionale selskaber, primært kommercielle. Markedet er presset af amerikanske selskaber, og den canadiske regering har lovgivet om, at radio- og tv-udbydere skal sikre, at en vis procentdel af deres udsendelser består af canadisk indhold, dvs. udsendelser, der helt eller delevist er produceret, skrevet, præsenteret af personer fra Canada, eller med canadiske medvirkende.
Det nationale postvæsen i Canada er Canada Post, grundlagt i 1867. Selskabet har services inden for tre kategorier: Transaktionspost (breve), pakkepost og personrettet reklameudsendelse.
På telekommunikationsområdet sidder de fem selskaber, Bell Canada, Quebecor, Rogers, TELUS og Shaw, på over 80 % af markedet (2014). Der tilbydes nethastighed på minimum 5 Mbps til 96 % af landets befolkning. I Canada har fastnettelefoner i mange år været meget udbredt, men tendensen er, at antallet af den type forbindelser falder. Stort set alle har en forbindelse (99,3 %), men antallet af husholdninger uden fastnetforbindelser er stigende i de senere år. 2015 var således første år, hvor dette antal oversteg antallet af husholdninger med kun fastnetforbindelse, ligesom andelen af husholdninger, der havde en fastnetforbindelse (78,9 %) for første gang blev overhalet af andelen med mobilforbindelse (84,9 %). Der er en ganske stor regional forskel på dette område, idet der i Alberta var 90,1 % med mobilforbindelser, mens der i Québec var 78,4 %.

### Energiforsyning
Canada har adgang til alle de vigtigste energikilder: Olie og gas, kul, vandkraft, biomasse, geotermisk energi, sol-, vind-, hav- og atomenergi. Landet er verdens næststørste uranproducent, den tredjestørste vandkraftproducent, den fjerdestørste producent af naturgas og den femtestørste af råolie. Kun Rusland, Kina, USA og Saudi-Arabien producerer mere energi end Canada. Landet var med til at grundlægge Det Internationale Energiagentur (IEA) i 1974.
Canada har den højeste energiforsyning per indbygger blandt IEA-medlemmerne. Energiforbruget i husholdningerne er domineret af el og naturgas, suppleret med biomasse og olie til fyring. Det samlede forbrug var i 2016 på 1570 PJ (petajoule). Industrien, herunder udvinding af olie og naturgas, forbrugte samme år 5.739 PJ, mens benzinforbruget til persontransport var på lidt mere end 1.400 PJ. Det samlede energiforbrug var i 2016 på 13.314 PJ, hvilket forventes at stige til 14.170 PJ i 2040.

## Kultur
Canadisk kultur er under indflydelse af landets mange forskellige nationaliteter, samt af forfatningen, der søger at fremme et "retfærdigt samfund". Canada har sat fokus på lighed og inklusion for alle dets indbyggere. Landet bliver ofte fremhævet som et sted, hvor det er lykkedes at få mange forskellige kulturer til at leve sammen i multikulturalisme, hvilket er blevet et centralt kendetegn for canadisk identitet. Quebec har en meget stærk kulturel identitet, der ofte regnes for anderledes end den ellers fremherskende engelsk-canadiske kultur. Men som helhed er Canada – i hvert fald i teorien – en kulturel mosaik, en samling af regionale, etniske subkulturer, der står i modsætning til den smeltedigel, der fx kendetegner New York i USA.
Historisk set har Canada været influeret af britisk, fransk og de oprindelige folks kulturer og traditioner. Med deres sprog, kunst og musik har de oprindelige folk fortsat betydning for den canadiske identitet. I løbet af det 20. århundrede har canadiere med afrikansk, asiatisk og caribisk baggrund givet nye bidrag til den canadiske identitet og kultur. Den canadiske humor er en integreret del af den canadiske identitet og afspejlet i folklore, litteratur, musik, billedkunst og medier. De centrale elementer i den canadiske humor er satire, parodi og ironi. Mange canadiske komikere har opnået international succes gennem amerikansk tv- og filmindustri og er blandt de mest kendte i verden.
Canada har en veludviklet mediesektor, men det kulturelle output, særligt i engelsksprogede film, tv-shows og blade, overskygges ofte af materiale importeret fra USA. Som følge heraf understøttes bevaringen af den særligt canadiske kultur af statslige programmer, lovgivning og institutioner som det statslige canadiske tv-selskab CBC, National Film Board of Canada og Canadian Radio-television and Telecommunications Commission.

### Nationale symboler
Canadas nationale symboler tager udgangspunkt i landets natur, historie og oprindelige befolkning. Brugen af ahornbladet som symbol på Canada har rødder tilbage til begyndelsen af 1700-tallet. Ahornbladet findes på landets nuværende og tidligere flag og på våbenskjoldet. Våbenskjoldet er opbygget på basis af det britiske kongehus' våbenskjold med franske og særligt canadiske elementer, der er tilføjet eller erstatter elementer herfra. Canadas storsegl er regeringens segl anvendt ved statslige forhold, blandt andet love, kommissioner og proklamationer, af dronningens repræsentanter ved udpegelse af ministre, guvernørløjtnanter, senatorer og dommere. Andre markante symboler er bæveren, canadagåsen, islommen, kronen, det beredne politi og i nyere tid tillige totempælen og inuksukken. De canadisk mønter bruger flere af disse symboler: islommen på $1-mønten, våbenskjoldet på ¢50-mønten og bæveren på ¢5-mønten. ¢1-mønten, der udgik i 2013, havde billede af ahornbladet. Dronningens portræt ses på $20-sedlen samt på bagsiden af alle mønterne.
Canada var i mange år uden nationalflag og brugte det britiske koffardiflag med Canadas skjold i det røde felt. I begyndelsen af 1960'erne øgedes interessen for at få et eget nationalflag. Resultatet blev nationalflaget med ahornbladet, der blev indført af parlamentet i 1965.

### Museer
Seks canadiske museer betegnes som nationale museer: Canadisk Historisk Museum (i Gatineau), Canadisk Naturhistorisk Museum (Ottawa), Canadas Nationalgalleri (Ottawa), Canadas Videnskabs- og Teknologimuseum (Ottawa), Canadisk Museum for Immigration på Pier 21 (Halifax) og Canadisk Menneskerettighedsmuseum (Winnipeg). Disse museer er statsdrevne og styres efter en lov fra 1990.

### Musik og dans
Som med litteraturen er også den canadiske musik inspireret af de forskellige etniciteter og deres kulturelle baggrunde. Indflydelsen fra oprindelige folk samt fra britiske, irske og franske indvandrere kan ses i den canadiske musikalske historie. Efterhånden er indflydelsen fra USA også blevet markant på grund af naboskabet og migration mellem landene.
Canadas musikindustri er nu om dage verdens sjettestørste og har skabt mange internationalt velkendte navne. Den musikalske infrastruktur i landet omfatter forsamlingshuse, musiksale, musikskoler og -konservatorier, kulturhuse, pladeselskaber, radiostationer og musik-tv-kanaler. Juno Award er musikindustriens årlige fejring af den nationale musik og har været uddelt siden 1970.
De oprindelige folk har hver især musikalske traditioner. Reciteringer er vidt udbredt, og der blev brugt forskellige instrumenter, blandt andet rasleinstrumenter lavet af fx dyrehorn eller græskar, trommer og horninstrumenter. Musikken var tæt knyttet til dans i stammerne. I 1600-tallet var det især de franske indvandrere, der prægede den nye musik, der kom fra Europa. De medbragte de europæiske instrumenter og musiktradition. Det første bal i Ny Frankrig, man kender til, blev afholdt i 1661. Den musik, der blev skabt i disse år, blev sjældent skrevet ned, men ført fra generation til generation via mundtlig overlevering. Nedskrevet musik ankom fortrinsvis fra Europa. Efter 1760'erne begyndte der at blive afholdt koncerter mere regelmæssigt. Der fandtes et koncerthus i Québec i 1764, og inden det følgende århundredskifte var der etableret en opera i landet. Joseph Quesnel komponerede omkring 1800 de to første canadiske operaer. Den brede befolknings musik var i stor udstrækning baseret på violinspil, og der var violinspillere på mange værtshuse.
Begyndelsen af 1800-tallet gav et større udbud af lokalt skrevet canadisk musik, ikke mindst i form af dansemusik som valse, kvadriller, polkaer og galopper. Den irske digter Thomas Moore skrev under et besøg i landet digtet "A Canadian Boat Song", der hurtigt blev sat til musik og blev meget populært. Som britisk koloni delte Canada nationalsangen "God Save the King" med Storbritannien, men i slutningen af 1800-tallet blev "O Canada" skrevet, og den blev snart populær, ikke mindst da den i 1906 blev oversat til engelsk fra den franske original. I 1939 blev den de facto nationalsang, inden den i 1980 blev officiel nationalsang.
I 1900-tallet blev påvirkningen fra nabolandet mod syd tydeligere med udbredelsen af grammofonen og radioen. Nye musikformer som jazzen blev snart populær. Den første store bigband-orkesterleder i landet var Guy Lombardo med sin gruppe The Royal Canadians, der fra midten af 1920'erne også opnåede international succes. Det første canadiske rock and roll-navn var Paul Anka, der i 1958 slog internationalt igennem med sin sang "Diana". I 1960'erne og 1970'erne slog navne som Neil Young, Leonard Cohen og Joni Mitchell igennem via den amerikanske musikscene. Senere store internationale navne omfatter bandet Rush, sangeren Alanis Morissette, Celine Dion, Avril Lavigne, Michael Bublé, Justin Bieber og The Weeknd. Indenfor den klassiske musik var strygekvartetten Orford String Quartet i en periode Canadas førende kvartet og også et kendt internationalt klassisk musiknavn.

### Billedkunst
Blandt de mest markante billedkunstnere i Canada er Tom Thomson, Emily Carr og Group of Seven, alle aktive i begyndelsen af 1900-tallet. Disse malere skabte ofte værker med udgangspunkt i den canadiske natur. I nyere tid er navne som Jean-Paul Riopelle og Harold Town nogle af de mere kendte abstrakte kunstnere, mens Michael Snow blandt andet har arbejdet med multimedier.
I nyere tid har kunst af oprindelige folk i landet fået mere opmærksomhed og bliver givet som gaver til besøgende fra udlandet i officielle anliggender.

### Teater
Canada har haft et levende teatermiljø siden slutningen af 1800-tallet. I alle de større byer findes faste teatre, både ældre og mere moderne. Således ligger i Toronto verdens tredjestørste engelsksprogede teaterområde med dusinvis af scener, heriblandt Massey Hall fra 1894, Royal Alexandra Hall fra 1907 og den nyrenoverede Sony Centre for the Performing Arts fra 1960. Der afholdes også en række teaterfestivaler, især i sommermånederne. Blandt disse kan nævnes Stratford Festival i Stratford (Ontario), som siden 1953 har tiltrukket mange gæster samt kendte teaternavne fra en række lande. Det moderne teaterliv i landet afspejler i stor udstrækning regionale og kulturelle identiteter.

### Film
Det canadiske filmmiljø har i høj grad levet i et samspil med miljøerne, der findes i nabolandet mod syd. Således var en lang række canadiere en del af Hollywoods spæde barndom, og i tiden senere er der fulgt en række canadiere i deres fodspor og har bidraget til den amerikanske filmindustri; ofte er der ikke skelnet tydeligt mellem, om der var tale om amerikanere eller canadiere.
Der er dog også vokset en stor filmindustri op i Canada, og her er skabt en række kendte film, instruktører og skuespillere. Blandt instruktørerne skiller folk som Atom Egoyan (The Sweet Hereafter), David Cronenburg (Fluen, Nøgen frokost, Crash og A History of Violence), Denys Arcand (Barbarernes invasion) og Denis Villeneuve (Sicario, Blade Runner 2049) sig særligt ud. Den nok mest succesrige canadiske instruktør er James Cameron (Titanic, Aliens - det endelige opgør og Avatar), som har været nomineret til og har vundet en række Oscars og andre prestigefyldte priser.
Blandt de mest kendte canadiske skuespillere kan nævnes Mary Pickford, Christopher Plummer, Donald Sutherland, Michael J. Fox, Jim Carrey, Keanu Reeves, Ryan Gosling, Rachel McAdams og Ryan Reynolds, der alle har haft stor international succes.

### Arkitektur
Arkitekturen i Canada kan historisk opdeles i den del, der hører til den oprindelige befolkning, og den del, der er knyttet til de europæiske indvandrere.
De oprindelige folk havde varierede traditioner, der både afhang af de naturmæssige forhold og de enkelte folkeslags levevis. De nomadiske folk har i sagens natur ikke afsat mange varige arkitektoniske spor, idet de levede i skiftende bosættelser. Wigwammer og tipier kendes således fra flere af disse folkeslag, mens de mere bofaste stammer opførte lang- og grubehuse samt huse opført af planker. Desuden kendes igloer fremstillet af sne fra folkeslagene, der levede højt mod nord, hvor træ er et sjældent materiale. 
Franske indvandrere var de første til at bosætte sig i det nuværende Canada. De bragte byggestilen med fra deres hjemland, hvilket især kom til udtryk i forsvarsværker og kirker. Men også beboelseshuse trak på de europæiske rødder, idet naturen i det nye land dog var anderledes nok til, at der snart udviklede sig en fransk-canadisk stil.

### Mad og drikke
Det canadiske køkken varierer regionalt meget. Den tidligere canadiske premierminister Joe Clark er blevet citeret for udtalelsen: "Canada har et køkken af køkkener. Ikke en gryderet, men et tag-selv-bord." Der er tæt sammenhæng mellem maden i Canada og resten af Nordamerika, men der findes også retter, der er specielle for og kun kan fås i landet. Blandt kandidaterne til en canadisk nationalret er poutine og butter tarts. Andre populære retter i Canada er bannock, et stegt brød med rødder hos de oprindelige folk, tourtière fra Quebec og cocktailen caesar. Canada er desuden oprindelsesstedet for og verdens største producent af ahornsirup.

### Kalender og mærkedage
Som de fleste andre lande i verden følger Canada den gregorianske kalender, der blev indført i 1752. Landet har følgende officielle fridage:
- Nytårsdag (1. januar)
- Langfredag
- 2. påskedag (tre dage efter langfredag)
- Victoria-dag (efter dronning Victoria; fejres mandag i den uge, hvor hendes fødselsdag (24. maj) var)
- Canada Day (1. juli, landets nationaldag)
- Labour Day (første mandag i september)
- Thanksgiving (anden mandag i oktober)
- Våbenstilstandsdagen (11. november, henviser til 1. verdenskrig)
- Juledag (25. december)
- Boxing Day (26. december)

Dertil kommer regionale fridage.

### Sport
Organiseret sport i Canada har rødder tilbage til 1770'erne. Landet har to officielle nationalsportsgrene: Ishockey (vinter) og lacrosse (sommer). Derudover dyrkes en lang række sportsgrene på professionelt og amatørniveau: Golf, fodbold, baseball, volleyball, basketball, alpin skisport, cykelsport, svømning og badminton.
På det professionelle plan deler Canada liga i flere sportsgrene med USA. Det gælder for ishockey (National Hockey League), basketball (National Basketball Associaton), fodbold (Major League Soccer) og baseball (Major League Baseball). Andre populære sportsgrene er canadisk fodbold og curling.
Canada har deltaget i stort set samtlige olympiske lege siden debuten i 1900. Landet har været vært ved en række store internationale sportsbegivenheder som sommer-OL 1976 samt vinter-OL 1988 og 2010, VM i basketball 1994 og VM i fodbold for kvinder 2015.
Blandt de største sportsnavne fra Canada er formel 1-kørerne Gilles og Jacques Villeneuve (far og søn, sidstnævnte blev verdensmester i 1997), golfspilleren Mike Weir, curlingspilleren Jennifer Jones, ridebanespringeren Ian Millar (deltog i ti olympiske lege, rekord for alle sportsgrene), cykelrytter og speedskateren Clara Hughes (eneste idrætsudøver, der har vundet flere medaljer ved både sommer- og vinter-OL, henholdsvis to og fire).

## Politik

### Rigsstyrelse
Canada er en forbundsstat med 10 provinser og tre territorier samt et centralt statsapparat.
Landet er et konstitutionelt monarki, og statsoverhovedet er kong Charles III, som også fungerer som statsoverhoved for 15 andre nationer i Commonwealth of Nations. Han repræsenteres af Canadas generalguvernør (fra 2021 Mary Simon) samt af lokale guvernører i de enkelte provinser og territorier; til sammen tager guvernørerne sig af de fleste af de formelle kongelige opgaver i Canada.
Magten er i Canada tredelt og består af en lovgivende, en udøvende og en dømmende magt. Formelt set står kongen som en samlende enhed for hele magten, men i praksis udgøres den lovgivende magt af parlamentet, den udøvende magt af regeringen og statsapparatet og den dømmende magt af domstolene.
I Canada har man demokratisk parlamentarisme, og parlamentet består formelt set af monarken (via generalguvernøren), senatet og underhuset. Senatet består af 105 medlemmer, der udpeges regionalt af generalguvernøren på premierministerens anbefaling, mens underhuset har 343 medlemmer, der vælges direkte af folket i enkeltmandskredse, som det også kendes fra Storbritannien. Begge kamre skal godkende lovforslag, men i praksis er det yderst sjældent, at senatet forkaster forslag vedtaget i underhuset. Senatorerne kan beholde deres pladser til de fylder 75 år. Der afholdes valg til underhuset senest fire år efter det seneste valg, men der kan afholdes valg i utide, hvis regeringen får et mistillidsvotum i parlamentet.
Den udøvende magt ligger formelt set hos regeringen under ledelse af premierministeren, pr. 2025 Mark Carney. Den udøvende magt er en del af den lovgivende magt, idet regeringen udpeges af parlamentet på samme måde, som man kender det fra Danmark. Ministrene er også indvalgt i underhuset. De to magttyper er dermed reelt ikke adskilt, men parlamentarismen sikrer, at den udøvende magt i praksis fungerer uafhængigt af den lovgivende magt.
I det nuværende Underhus (valgt i april 2025) har De Liberale 169 pladser, det Konservative parti 144 pladser, Bloc Québécois 22 pladser, det socialdemokratiske New Democratic Party 7 pladser og De Grønne 1 plads.
Ved siden af den centrale regering har hver provins og territorium også regeringer, og den centrale regering har blandt andet til opgave at koordinere regeringsudøvelserne i provinserne og territorierne. Blandt de opgaver, der udføres af den centrale regering, er ledelsen af det canadiske militær og opretholdelsen af udenrigspolitiske relationer.
Den dømmende magt er ligeledes opdelt i føderale og lokale domstole. Domstolene har magt til at prøve love, der vedtages i parlamentet eller lokalt, for at sikre, at de overholder den canadiske grundlov. Men derudover fungerer de ved at sikre, at lovene overholdes i befolkningen. Domstolene er fuldstændig uafhængige af den lovgivende og den udøvende magt.
Provinserne styres med etkammersystemer og fungerer på nogenlunde samme måde som Underhuset. De tre territorier har ligeledes lovgivende forsamlinger, men de er ikke som provinsernes suveræne og har færre grundlovsmæssige forpligtelser end provinserne.
Canadas grundlov er en af de ældste i verden, idet første udgave, Constitution Act, stammer fra 1867. Den seneste udgave er fra 1982. Dertil kommer forskellige tillæg, der er blevet vedtaget siden den første udgave, foruden uskrevne konventioner. I 1982-udgaven findes også Canadian Charter of Rights and Freedom, der garanterer befolkningen basale rettigheder og friheder, som under normale omstændigheder ikke kan fratages med andre love.

### Retsvæsen og politi
Canadas retsvæsen spiller en vigtig rolle i at tolke lovene og har magt til at underkende love fra Parlamentet, hvis de strider mod grundloven. Højesteret er det øverste niveau i retsvæsenet og tager de endegyldige beslutninger, hvis det er nødvendigt. Formand for højesteret har siden 2017 været Richard Wagner. Højesterets ni medlemmer udpeges af generalguvernøren efter anbefaling fra premierministeren og justitsministeren. Alle dommere på de højere retsinstanser og ved appelretterne udpeges efter konsultation med retsnævn, der er uafhængige af regeringen. Den føderale regering udpeger dommere til de højere retsinstanser for provinserne og territorierne.
Sikringen af, at lovene overholdes, er officielt provinsernes ansvar og gennemføres i praksis af provinsernes og kommunernes politikorps. Det er dog sådan, at i de fleste landdistrikter og i nogle bymæssige områder er politiopgaverne overladt til Canadas Ridende Politi.
Indian Act, forskellige aftaler samt retspraksis er fremkommet for at mægle i samspillet mellem europæerne og de oprindelige folk. Heriblandt kan nævnes de 11 såkaldte "Nummererede aftaler", der blev indgået mellem de oprindelige folk og den regerende monark i perioden 1871-1921. Det canadiske statsråd (Privy Council) har pligt til at konsultere og tage hensyn til Canadas oprindelige folk ("duty to consult and accommodate"), når der overvejes beslutninger eller handlinger, der er omfattet af disse traktater, fx ved råstofudvinding. Rollen af aftalerne og de rettigheder, de giver, blev stadfæstet i sektion 35 i Constitution Act fra 1982. Rettighederne kan omfatte levering af services som sundhedstilbud og skattefritagelse.

## Udenrigspolitik og militær
Canada betragtes internationalt som en mellemmagt, der i stor udstrækning søger multilaterale løsninger på internationale konflikter og problemer. Canadas freds- og sikkerhedsbevarende udenrigspolitik føres ud i livet via deltagelse i en række internationale koalitioner og organisationer, styret fra en række statslige institutioner. Canadas deltagelse i fredsbevarende aktioner i 1900-tallet har haft stor betydning for landets globale anseelse. Den canadiske regerings politik på området for international hjælp sigter mod opfyldelsen af FN's 2015-mål, idet der også tages højde for at yde hjælp i forbindelse med humanitære kriser i udlandet.
Canada var en af FN's grundlæggere og er medlem af WTO, G20 og OECD. Landet er desuden medlem af forskellige andre internationale og regionale organisationer og fora på økonomiske og kulturelle områder. Canada tilsluttede sig FN's konvention om borgerlige og politiske rettigheder i 1976. Landet gik med i Organisationen af Amerikanske Stater i 1990 og var vært for denne organisations generalforsamling i 2000 samt dens tredje topmøde i 2001. Endvidere søger Canada at forbedre båndene til landene i Stillehavsregionen via medlemskab af APEC.
Grænsen mellem Canada og USA er verdens længste, ubevogtede grænse, og de to nationer samarbejder om militære operationer og øvelser. USA er desuden den suverænt største handelspartner for Canada, både på eksport- og importsiden med henholdsvis 75,4 % og 50,7 % af landets samlede udenrigshandel pr. 2019. Trods det tætte bånd til USA opretholder Canada en selvstændig udenrigspolitik, manifesteret blandt andet i helt normale forbindelser med Cuba samt afvisningen af en officiel deltagelse i invasionen af Irak 2003. Canada har historiske bånd til Storbritannien og Frankrig og andre tidligere kolonier til de to lande, som vedligeholdes gennem medlemskab af Commonwealth of Nations og La Francophonie. Desuden har nationen et særligt positivt forhold til Nederlandene, til dels som følge af Canadas bidrag til Nederlandenes befrielse under anden verdenskrig.
Canadas nære forbindelse til Storbritannien førte til landets medvirken på den britiske hærs side i Anden Boerkrig, første og anden verdenskrig. Derefter har Canada været fortaler for multilateralisme og arbejdet for at løse internationale problemer i samarbejde med andre nationer. Under den kolde krig ydede Canada et betydeligt bidrag til FN-styrkerne i Koreakrigen og etablerede sammen med USA North American Aerospace Defense Command for at forsvare sig mod potentielle luftangreb fra Sovjetunionen.
Under Suez-krigen i 1956 lykkedes det for den senere premierminister Lester B. Pearson at dæmpe spændingerne ved at foreslå indsættelsen af FN's fredsbevarende styrker, hvilket han i 1957 modtog Nobels fredspris for. Da dette var den første FN-fredsbevarende operation, bliver Pearson ofte krediteret som ophavsmand til begrebet. Canada har siden da deltaget i over 50 fredsbevarende aktioner, heriblandt alle FN-ledede frem til 1989 og har efterfølgende bidraget med styrker til internationale missioner i Rwanda, det tidligere Jugoslavien og andre steder. Canadas involvering i andre lande har indimellem ført til kontroverser, blandt andet i Somalia i 1993.
I 2001 sendte Canada tropper til Afghanistan som en del af en USA-ledet stabiliseringszone og den FN-autoriserede, NATO-ledede International Security Assistance Force. I 2007 bekendtgjorde Canada sammen med Italien, Storbritannien, Norge og Rusland deres fælles forpligtelser til at bruge $1,5 milliarder på at hjælpe med at udvikle vacciner til udviklingslande og opfordrede andre lande til at tilslutte sig. I august 2007 blev Canadas territorialkrav i Arktis udfordret af en russisk undervandsbådsekspedition til Nordpolen; Canada har regnet denne region som værende suverænt territorium siden 1925.
Canada har ikke værnepligt, men har en professionel militærstyrke bestående af cirka 71.500 personer som aktive og 30.000 i reserve. I 2011 blev det canadiske militær opdelt i tre selvstændige værn, efter at man siden 1968 havde haft enhedsværnet Canadian Armed Forces/Forces Armées Canadiennes. Disse værn er hæren (Canadian Army/Armée canadienne), flåden (Royal Canadian Navy/Marine royale canadienne) og luftvåbnet (Royal Canadian Air Force/Aviation royale canadienne). Kystvagten (Canadian Coast Guard/Garde côtière canadienne) er ikke et militært værn og hører under fiskeriministeriet.
Nationens samlede militære udgifter var i 2019 på 22,2 milliarder US-dollars, hvilket svarer til 1,3 % af BNP. I 2016 lagde regeringen sig under mottoet "Strong, Secure, Engaged" fast på en forøgelse af forsvarsbudgettet over det næste årti med 70 %.

## Administrativ inddeling
Canada er en føderation bestående af ti provinser og tre territorier. Disse bliver ofte samlet i fire regioner: Vestcanada, Centralcanada, Atlantisk Canada og Nordcanada. Provinserne har mere selvstyre end territorierne, for eksempel på områder som sundhedsvæsen, uddannelse og velfærd. I fællesskab har provinserne større skatteindtægter end staten, hvilket er temmelig usædvanligt på verdensplan. Staten udsteder nationale forordninger, som provinserne indordner sig under, for eksempel Canada Health Act, den nationale sygesikring. Provinserne kan unddrage sig sådanne forordninger, men det sker yderst sjældent. Sociale udbetalinger til sikring af minimumsindkomster udbetales af staten, hvilket er med til at sikre større lighed mellem de rigeste og de fattigste provinser og territorier. Den største forskel mellem canadiske provinser og territorier er, at provinser er bemyndiget efter grundloven fra 1867, mens territoriernes bemyndigelse er udstedt af den canadiske regering. Skift i magtforholdet mellem staten og provinserne kan kun ske ved ændring af grundloven (constitutional amendments), mens noget tilsvarende for territorierne kan vedtages direkte i parlamentet eller af regeringen.
Provinserne
| Våbenskjold            | Provins                  | Forkortelse            | Hovedstad              | Største by             | Tidspunkt for optagelse i føderationen | Befolkning pr. 3. kvartal 2020. | Areal (km2) | Areal (km2) | Areal (km2) | Officielt sprog |
| Våbenskjold            | Provins                  | Forkortelse            | Hovedstad              | Største by             | Tidspunkt for optagelse i føderationen | Befolkning pr. 3. kvartal 2020. | Land        | Vand        | I alt       | Officielt sprog |
| ---------------------- | ------------------------ | ---------------------- | ---------------------- | ---------------------- | -------------------------------------- | ------------------------------- | ----------- | ----------- | ----------- | --------------- |
|                        | Ontario                  | ON                     | Toronto                | Toronto                | 1. juli 1867                           | 14.734.014                      | 917.741     | 158.654     | 1.076.395   | Engelsk         |
|                        | Quebec                   | QC                     | Quebec City            | Montreal               | 1. juli 1867                           | 8.574.571                       | 1.356.128   | 185.928     | 1.542.056   | Fransk          |
|                        | Nova Scotia              | NS                     | Halifax                | Halifax                | 1. juli 1867                           | 979.351                         | 53.338      | 1.946       | 55.284      | Engelsk         |
|                        | New Brunswick            | NB                     | Fredericton            | Moncton                | 1. juli 1867                           | 781.476                         | 71.450      | 1.458       | 72.908      | Engelsk         |
|                        | Manitoba                 | MB                     | Winnipeg               | Winnipeg               | 15. juli 1870                          | 1.379.263                       | 553.556     | 94.241      | 647.797     | Engelsk         |
|                        | British Columbia         | BC                     | Victoria               | Vancouver              | 20. juli 1871                          | 5.147.712                       | 925.186     | 19.549      | 944.735     | Engelsk         |
|                        | Prince Edward Island     | PE                     | Charlottetown          | Charlottetown          | 1. juli 1873                           | 159.625                         | 5.660       | 0           | 5.660       | Engelsk         |
|                        | Saskatchewan             | SK                     | Regina                 | Saskatoon              | 1. september 1905                      | 1.178.681                       | 591.670     | 59.366      | 651.036     | Engelsk         |
|                        | Alberta                  | AB                     | Edmonton               | Calgary                | 1. september 1905                      | 4.421.876                       | 642.317     | 19.531      | 661.848     | Engelsk         |
|                        | Newfoundland og Labrador | NL                     | St. John's             | St. John's             | 31. marts 1949                         | 522.103                         | 373.872     | 31.340      | 405.212     | Engelsk         |
| Samlet for provinserne | Samlet for provinserne   | Samlet for provinserne | Samlet for provinserne | Samlet for provinserne | Samlet for provinserne                 | 37.878.672                      | 5.490.918   | 572.013     | 6.062.931   | —               |

Territorierne
| Våbenskjold         | Territorium         | Forkortelse         | Hovedstad og største by | Tidspunkt for optagelse i konføderationen | Befolkningstal (2. kvartal 2020) | Areal (km2) | Areal (km2) | Areal (km2) | Sprog                                                                                              |
| Våbenskjold         | Territorium         | Forkortelse         | Hovedstad og største by | Tidspunkt for optagelse i konføderationen | Befolkningstal (2. kvartal 2020) | Land        | Vand        | I alt       | Sprog                                                                                              |
| ------------------- | ------------------- | ------------------- | ----------------------- | ----------------------------------------- | -------------------------------- | ----------- | ----------- | ----------- | -------------------------------------------------------------------------------------------------- |
|                     | Nordvestterritoriet | NT                  | Yellowknife             | 15. juli 1870                             | 45.161                           | 1.183.085   | 163.021     | 1.346.106   | Dene Suline, cree, engelsk, fransk, gwich'in, inuinnaqtun, inuktitut, inuvialuktun, slavey, Tłįchǫ |
|                     | Yukon               | YT                  | Whitehorse              | 13. juni 1898                             | 42.052                           | 474.391     | 8.052       | 482.443     | Engelsk, fransk                                                                                    |
|                     | Nunavut             | NU                  | Iqaluit                 | 1. april 1999                             | 39.353                           | 1.936.113   | 157.077     | 2.093.190   | Inuinnaqtun, inuktitut, engelsk, fransk                                                            |
| Territorierne i alt | Territorierne i alt | Territorierne i alt | Territorierne i alt     | Territorierne i alt                       | 126.566                          | 3.593.589   | 328.150     | 3.921.739   | —                                                                                                  |